# 大妻コタカ
大妻 コタカ（おおつま こたか、1884年〈明治17年〉6月21日 - 1970年〈昭和45年〉1月3日）は、日本の教育者。大妻学院創立者。広島県世羅郡甲山町（現在の世羅町）出身。旧姓は熊田。世羅町名誉町民。その功績から日本における女子教育の草分けとも言われている。

## 略歴

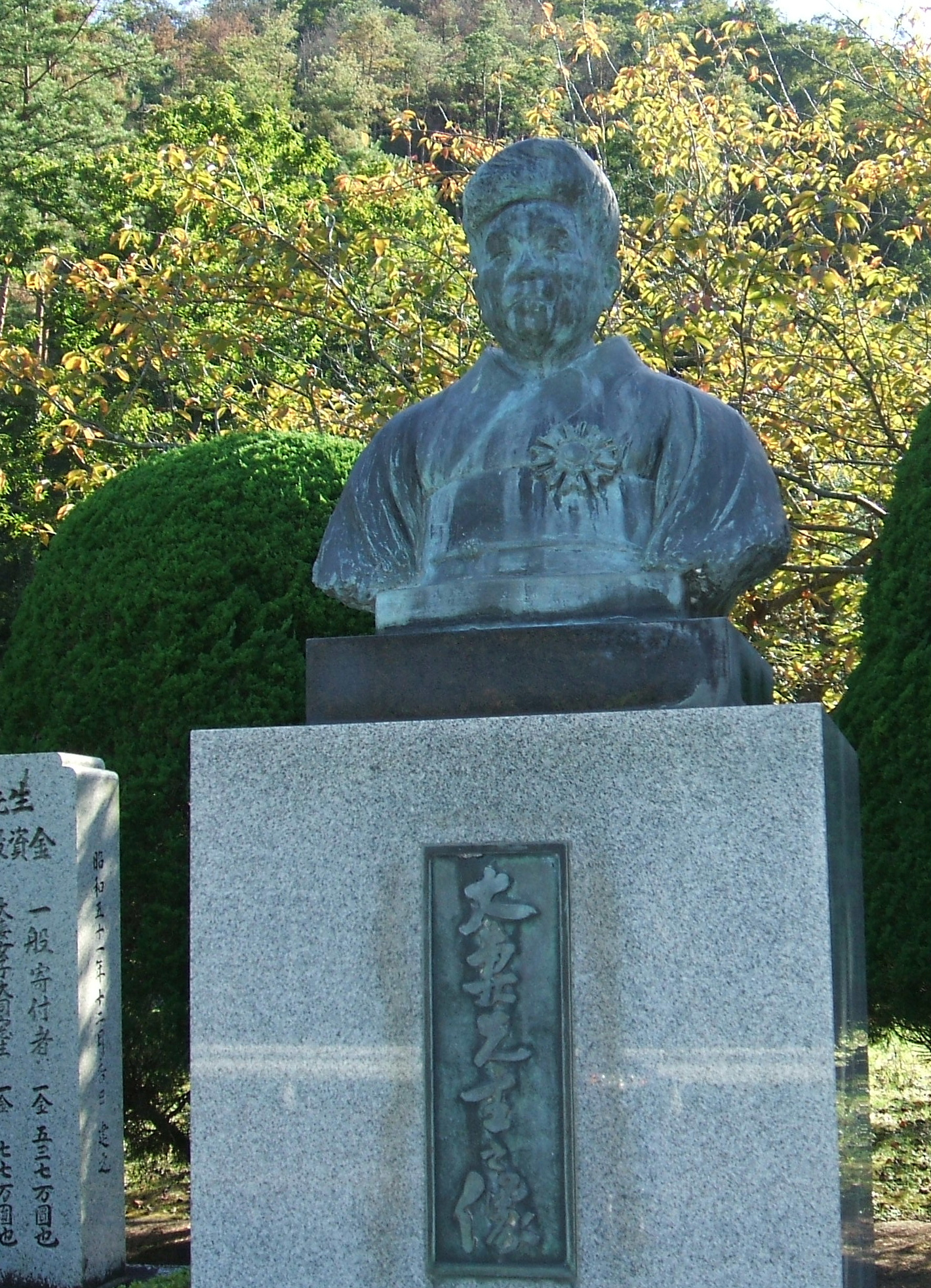
世羅町にある銅像

名前の由来は、6月の農繁期に6人兄弟の末っ子として生まれた女児であったため、「忙しい時に『困った子』」が訛ったものである。しかも農繁期であったため、出生届の提出が遅れ、入籍されたのは11月20日となった。生前「私には年に2回の誕生日がある」と話していた。現在、この11月20日が大妻学院の学校記念日とされている。3歳で父を、14歳で母を亡くす。
1901年（明治34年）、広島県立高等小学校（現：広島皆実高校）卒業。当初、物理学と数学を学ぶことを志したが、周囲に「女性は手芸裁縫を学ぶもの」と反対され、手芸裁縫を学ぶために上京した。叔父宅へ寄宿し、和洋裁縫女学校（現：和洋女子大学）に入学。同学校卒業後、東京府教育会附属の小学校教員伝習所や神奈川県の女子師範学校（現：横浜国立大学）で学び、小学校正教員免許を取得。
1907年（明治40年）、鎌倉尋常高等小学校（現：鎌倉市立第一小学校）の訓導を務める。同年、宮内省御陵係の大妻良馬と結婚。大妻姓となる（旧姓は熊田）。軍人の家庭の仕立て物を縫わせてもらったのが切っ掛けで、好きな瓶細工や袋物の手芸などを近所の人に手ほどきして好評を得る。1908年（明治41年）、夫が山階宮家勤めとなり、宮家の中にある家に移る。この場所で大妻学院の前身となる縫製・手芸の家塾を開設する。
第一次世界大戦に伴う好景気により、女性の就学熱や技芸教育の広まりにより、女子中等教育は拡大する。1916年（大正5年）、各種学校として「私立大妻技芸伝習所」が認可され、同年に私立大妻技芸学校へ改称。1917年（大正6年）、「恥を知れ」を校訓に定める。1919年（大正8年）、私立大妻実科高等女学校を併設した。コタカの教育は第二次世界大戦前の良妻賢母教育の代表といわれ、また五尺帯、半反でできる服やツーピースの着物、風呂敷を三角にした戦時袋などを考案して評判を呼ぶ。1927年（昭和2年）から1932年（昭和7年）にかけて、和服の裁ち方や縫い方、手芸どを分かりやすく図で説明した本を次々出版、30万部、50万部などと売上げ、当時としては驚異的なベストセラーとなった。
1929年（昭和4年）に「財団法人大妻学院」を設立し、理事長に就任した。同年、夫が急性肺炎で急逝し、子宝にも恵まれなかったこともあり、学校経営に情熱を注いだ。1942年（昭和17年）、大妻女子専門学校の設置が認可される。1945年（昭和20年）の東京大空襲により校舎が焼失したほか、1947年（昭和22年）4月、コタカが戦時中に国粋主義的な婦人団体の幹部として活躍し、戦意昂揚の講演などを行っていたとして、教職追放令により学校を追われた。1951年（昭和26年）に追放解除となり、再び大妻学院の理事長・学長・校長として復帰する。
1954年（昭和29年）、藍綬褒章受章。1964年（昭和39年）、第1回生存者叙勲で女子教育者としては初めて勲三等宝冠章を受章した。1970年（昭和45年）、住み慣れた東京都千代田区三番町において85歳で死去。従四位勲二等瑞宝章受章。墓所は多磨霊園（6区1種12側2番）。
2002年（平成14年）、甲山町（現：世羅町）から名誉町民賞が授与された。大妻女子大学は、コタカの出身地という縁で、大学のイベントで世羅茶を販売するなど地域おこしに協力しており、2024年（令和6年）に町と包括的連携協定を結んだ。
生涯にわたり女子教育に尽くした。教育方針は和裁を中心に良妻賢母の養成であった。家事評論家としても活躍し、関連雑誌の評論のほか、文部省認定の『現代裁縫全書』『模範裁縫教科書』『新選裁縫教科書』など、裁縫や手芸に関する多くの著書がある。自著『ごもくめし』（1962年）をはじめ、上田高昭著『大妻コタカ』（1967年）、安西篤子著『近代日本の女性史 第9巻 大妻コタカ』（1981年）などの関連書籍がある。

## 著書
- 『礼儀作法』婦女界社、1924年
- 『最新家庭向洗濯と汚点ぬきの仕方』大妻同窓会出版部、1925年
- 『婦人毎日の心得』天真閣、1926年
- 『最新實用 家事全書』研文書院、1937年
- 『家庭洋裁入門講座』婦人画報社、1949年
- 『ごもくめし』大妻女子大学、1961年
- 『和裁講座 図解説明 初歩より奥義まで 』日本女子教育会、1965年
- 『新しい和裁教室 基礎から大裁ち仕立て方まで』永岡書店、1968年
- 『新しい和裁全書 仕立て方から和装の知識』永岡書店、1975年

## 生家
彼女の生家は甲山町（現在の世羅町）の伊尾地区にあったが、同地区に三川ダムが建設されたため水没することになった。そのため、ダムの人造湖「神農湖」湖畔に移築され保存展示されている。また敷地内には、大妻女子大学の同窓会等が集めた浄財によって彼女の銅像が建立されている。